# Herb Kątów Wrocławskich
Herb Kątów Wrocławskich – jeden z symboli miasta Kąty Wrocławskie i gminy Kąty Wrocławskie w postaci herbu.

## Wygląd i symbolika
Herb przedstawia na czerwonej tarczy dwa wspięte srebrne lwy, grzbietami ku sobie, ale zwrócone ku sobie głowami (patrzące na siebie) ze złotymi koronami na głowach, których ogony są ze sobą splecione pionowo ku górze. Pazury lwów złote.

## Historia
Najstarszy zachowany wizerunek herbu zachował się na pieczęci z 1354 roku, ale dokumentacja herbu może pochodzić z roku między 1300 a 1388. Przypuszcza się, że lwy jako zwierzę herbowe mogą mieć związek z czasowym zarządzaniem miastem przez Królestwo Czeskie w latach 1337-1368. W 2018 rada miejska ustanowiła herb Uchwałą nr XLV/585/18.